# Economía conductual
La economía del comportamiento es el campo de estudio de los fundamentos psicológicos (cognitivos, emocionales y sociales) de la ciencia económica, es decir, una profundización psicológica en la comprensión del comportamiento económico.
La introducción de los factores psicológicos en la toma de decisiones supuso desde el primer momento una ruptura con la teoría económica clásica, donde se defiende que los seres humanos nos comportábamos de forma racional en cuanto a movimientos económicos se refiere.  
La investigación conductual explica la conducta humana desde el punto de vista de las preferencias sociales, heurísticas y normas a partir de las cuales se construyen nuevos modelos de conducta. Los descubrimientos de disciplinas vecinas (psicología, ciencias sociales, neurociencia, ciencias cognitivas, etc.) se utilizan y transfieren a la disciplina económica para mejorar la fiabilidad y precisión de la explicación del comportamiento humano en el ámbito económico.
Dentro de los principios que definen la economía conductual, cabe destacar:
- Racionalidad limitada: proceso humano de toma de decisiones en el que intentamos satisfacer, en lugar de optimizar. En otras palabras, buscamos una decisión que sea suficientemente buena, en lugar de la mejor decisión posible.[18][19][20][21][22]
- Aversión a la perdida: la tendencia de las personas de priorizar el hecho de no perder antes que ganar. Por ejemplo, una persona estará más molesta por perder 100€, de lo feliz que estaría por ganar esos mismos 100€.
- Arquitectura de la elección: nuestras decisiones se ven influenciadas por la forma en que se presentan las opciones entre las que elegir.[23][24]
- Sesgo cognitivo: errores de pensamiento y percepción que tienen lugar de manera sistemática y que influyen en las decisiones de los seres humanos.[25]

Entre los referentes más importantes de la economía conductual, sobresalen Herbert Simon, Ernst Fehr, George Loewenstein, Daniel Kahneman, Vernon L. Smith, Amos Tversky, Richard Thaler, Dan Ariely o Nava Ashraf.

## Historia
En la economía clásica, la teoría económica tuvo una relación cercana con la psicología. Por ejemplo, Adam Smith escribió un importante texto describiendo los principios psicológicos de la conducta individual: The Theory of Moral Sentiments. Por su parte, Jeremy Bentham escribió extensivamente sobre los fundamentos de la utilidad.
Los economistas comenzaron a distanciarse de la psicología durante el desarrollo de la economía neoclásica, a medida que buscaron redefinir la disciplina como una ciencia natural, con explicaciones de la conducta económica deducidas de supuestos sobre la naturaleza de los agentes económicos. El concepto de homo economicus fue desarrollado, y la psicología de esta entidad era fundamentalmente racional. Sin embargo, las explicaciones psicológicas continuaron apareciendo en el análisis de muchas figuras importantes en el desarrollo de la economía neoclásica, como por ejemplo: Francis Edgeworth, Vilfredo Pareto, Irving Fisher, y John Maynard Keynes.   
La psicología había desaparecido hacía tiempo de las discusiones económicas a mitad del siglo XX. Varios factores contribuyeron al resurgimiento de su uso poco después y al desarrollo de la economía conductual (consultar: El asunto de la racionalidad económica). Los modelos sobre la utilidad esperada y la utilidad descontada comenzaron a ganar amplia aceptación, al generar hipótesis verificables sobre la toma de decisiones bajo incertidumbre, y sobre el consumo intertemporal, respectivamente. Un cierto número de anomalías observadas y reproducibles cuestionaron esas hipótesis. Además, durante los años 1960, la psicología cognitiva comenzó a describir el cerebro como un dispositivo de procesamiento de la información (en contraste con los modelos conductistas). Los psicólogos especializados en este campo, como Ward Edwards, Amos Tversky, y Daniel Kahneman, comenzaron a comparar sus modelos cognitivos de toma de decisiones bajo riesgo e incertidumbre, con los modelos económicos de conducta racional.
La que probablemente sea la publicación más importante en el desarrollo de las finanzas conductuales, fue escrita por Kahneman y Tversky en 1979. Este documento, "Prospect theory: Decision Making Under Risk", usaba técnicas de psicología cognitiva, para explicar un cierto número de anomalías documentadas en la toma de decisiones económicas racionales. Otros hitos en el desarrollo de este campo incluyeron diversas concurridas conferencias en la Universidad de Chicago (consultar: Hogarth y Reder, 1987), así como una edición especial en 1997 del respetado Quarterly Journal of Economics dedicado al tema de la economía conductual.

## Fundamentos
La teoría básica de la demanda de los consumidores se basa en tres supuestos:
1. Los consumidores prefieren claramente unos bienes a otros ;
2. Los consumidores se enfrentan a restricciones presupuestarias ;
3. Dadas sus preferencias, sus rentas limitadas, y los precios de los diferentes bienes, deciden comprar las combinaciones de bienes que maximizan su satisfacción (utilidad).

Más generalmente, el modelo principal de comportamiento microeconómico asume que los individuos toman decisiones tal que maximizan su función de utilidad, usando la información disponible, y procesando esta información apropiadamente. Sin embargo, las investigaciones de economía conductual parecen sugerir que los individuos se desvían de los modelos estándar en tres aspectos:
1. Preferencias no estándar ;
2. Creencias no estándar ;
3. Toma de decisiones no estándar.

Se ha podido observar que, en el laboratorio, los individuos son inconsistentes en el tiempo, muestran preocupación por el bienestar de los demás, premian y castigan a los demás con base en sus intenciones, y exhiben una actitud hacia el riesgo que depende de encuadres y puntos de referencia. Estos hechos, entre otros comprobados en psicología, han hecho replantearse los supuestos de racionalidad prevalente, utilizados en la economía ortodoxa.

## Metodología
Al principio las teorías de economía y finanzas conductuales fueron desarrolladas casi exclusivamente desde observaciones experimentales y encuestas, aunque en tiempos más recientes, los datos del mundo real han alcanzado una posición más relevante. Las imágenes por resonancia magnética funcional (fMRI) han sido utilizadas también para determinar qué áreas del cerebro están activas durante varios pasos de la toma de decisiones económicas. Experimentos simulando situaciones del mercado como la negociación en los distintos tipos de mercados estudiando el comportamiento del consumidor y las subastas, son vistas como particularmente útiles, en la medida en que pueden ser usadas para aislar el efecto de una tendencia particular de la conducta; la conducta observada del mercado puede típicamente ser explicada de diferentes maneras, pero experimentos cuidadosamente diseñados pueden ayudar a estrechar el rango de explicaciones plausibles. Los experimentos están diseñados para ser compatibles con incentivos, normalmente mediante transacciones entrelazadas que manejan dinero real.

## Observaciones clave
Hay tres temas principales en la economía y finanzas conductuales (Shefrin, 2002):
- Heurística: La gente a menudo toma decisiones basadas en aproximaciones "a ojo", y no aplicando estrictos análisis racionales.
- Presentación: La forma en que un problema o decisión es presentado al decisor, puede afectar su acción.
- Ineficiencias del mercado: Los intentos de explicar los resultados observados del mercado, son contradictorios con las expectativas racionales y la teoría de los mercados eficientes. Estos incluyen precios erróneos, toma de decisiones irracionales, y beneficios anómalos. Richard Thaler, en particular, ha escrito una larga serie de documentos describiendo anomalías concretas del mercado, desde una perspectiva conductual.[33][34]

## Temas en economía conductual

### Modelos de la economía conductual
Los modelos en economía conductual están normalmente dirigidos a una anomalía particular observada en el mercado y a modificar los modelos neoclásicos estándar describiendo como los que toman decisiones usan la heurística y están afectados por efectos presentación y otros.
Heurística
Teoría prospectiva - Aversión a la pérdida - Tendencia al ''statu quo'' - Falacia del jugador - Tendencia al autoservicio
Presentación
Presentación cognitiva - Contabilidad mental - Utilidad referencial
Anomalías
Efecto dotación - Paradoja del sobreprecio de las acciones - Ilusión monetaria -
Hipótesis de los salarios eficientes - Reciprocidad -Consumo intertemporal - Hipótesis del ciclo de vida conductual

### Críticas
Los críticos de la economía conductual normalmente insisten en la racionalidad de los agentes económicos. Replican que la conducta experimentalmente observada es inaplicable a situaciones del mercado como las oportunidades de aprendizaje, y que la competencia asegurará al menos una aproximación cercana a la conducta racional. Otros hacen ver que las teorías cognitivas, como la teoría prospectiva, son modelos de toma de decisiones no generalizados en la conducta económica y son solo aplicables al tipo de problemas de decisión instantánea presentada a los participantes en experimentos o encuestas.

## Temas de las finanzas conductuales
Las observaciones clave documentadas en la literatura de finanzas conductuales incluyen la falta de simetría entre decisiones de adquirir o mantener recursos, llamadas coloquialmente la "paradoja del pájaro en el arbusto", y la fuerte aversión a las pérdidas o arrepentimiento unido a cualquier decisión donde algunos recursos emocionalmente valiosos (p.e. una casa) pueden ser totalmente perdidos. La aversión a las pérdidas parece manifestarse en la conducta de los inversores como una falta de inclinación a vender acciones u otros valores si haciéndolo puede forzar al vendedor a realizar una pérdida nominal (Genesove & Mayer, 2001). También puede ayudar a explicar por qué los precios del mercado de la vivienda no se ajustan a la baja hasta el nivel de equilibrio del mercado durante periodos de baja demanda.
Aplicando una versión de la teoría prospectiva, Benartzi y Thaler (1995) afirmaron haber resuelto la paradoja del sobreprecio de las acciones, algo que los modelos financieros convencionales habían sido incapaces de hacer.

### Modelos de finanzas conductuales
Algunos modelos financieros usados en la gestión de tesorería y valoración de activos utilizan parámetros de finanzas conductuales, como por ejemplo:
- Modelo de Thaler de reacción de los precios ante la información, con tres fases, infrarreacción - ajuste - sobrerreacción, creando una tendencia en el precio.
- El coeficiente de imagen de un valor

### Críticas
Los críticos de las finanzas conductuales, como Eugene Fama, normalmente apoyan la Hipótesis de eficiencia de los mercados. Alegan que las finanzas conductuales son más una colección de anomalías que una auténtica rama de las finanzas y que esas anomalías serán normalmente valoradas fuera del mercado o explicadas con argumentos de microestructura del mercado. Sin embargo, debe destacarse una distinción entre las tendencias individuales y las tendencias sociales; las primeras pueden ser promediadas por el mercado, mientras que las otras pueden crear bucles realimentados que conduzan al mercado más y más lejos del equilibrio.
Algunos han replicado que la paradoja del sobreprecio de las acciones simplemente aparece debido a barreras de entrada (bien prácticas o psicológicas) que tradicionalmente han dificultado la entrada de particulares en el mercado de valores y que la rentabilidad entre acciones y bonos debería estabilizarse en la medida que la tecnología informática abre el mercado de valores a un mayor número de operadores. Otros alegan que la mayor parte de los fondos que invierten los particulares son gestionados mediante fondos de pensiones, por lo que el efecto de esas barreras de entrada debería ser mínimo. En suma, parece que los inversores profesionales y los gestores de fondos mantienen más bonos de lo que se podría esperar dados los diferenciales de rentabilidad.

## Autores sobresalientes

### Economía
- George Akerlof
- Hunt Allcott
- Nava Ashraf
- Shlomo Benartzi
- Douglas Bernheim
- Iris Bohnet
- Samuel Bowles
- Colin Camerer
- Kay-Yut Chen
- Saugato Datta
- Werner De Bondt
- Peter Diamond
- Emiliano Díaz
- Catherine C. Eckel
- Armin Falk
- Tshilidzi Marwala
- Ernst Fehr
- Roland G. Fryer, Jr.
- Simon Gächter
- Herbert Gintis
- Uri Gneezy
- Tim Harford
- Charles A. Holt
- Steven D. Levitt
- Louis Lévy-Garboua
- John A. List
- George Loewenstein
- Graham Loomes
- Sendhil Mullainathan
- John Quiggin
- Matthew Rabin
- Carlos Scartascini
- Reinhard Selten
- Herbert A. Simon
- Vernon L. Smith
- Robert Sugden
- Larry Summers
- Richard Thaler

### Psicología
- George Ainslie
- Dan Ariely
- Ed Diener
- Ward Edwards
- Laszlo Garai
- Gerd Gigerenzer
- Paul W. Glimcher
- Daniel Kahneman
- George Katona
- Nina Mazar
- Gary McClelland
- Walter Mischel
- Drazen Prelec
- Todd Rogers
- Barry Schwartz
- Eldar Shafir
- Paul Slovic
- John Staddon
- Philip E. Tetlock
- Amos Tversky
- Kathleen D. Vohs
- Stephen Wendel

### Finanzas
- Malcolm Baker
- Nicholas Barberis
- Gunduz Caginalp
- David Hirshleifer
- Andrew Lo
- Michael Mauboussin
- Terrance Odean
- Richard L. Peterson
- Charles Plott
- Robert Prechter
- Hersh Shefrin
- Robert Shiller
- Andrei Shleifer
- Robert Vishny